# 川崎鶴見臨港バス塩浜営業所

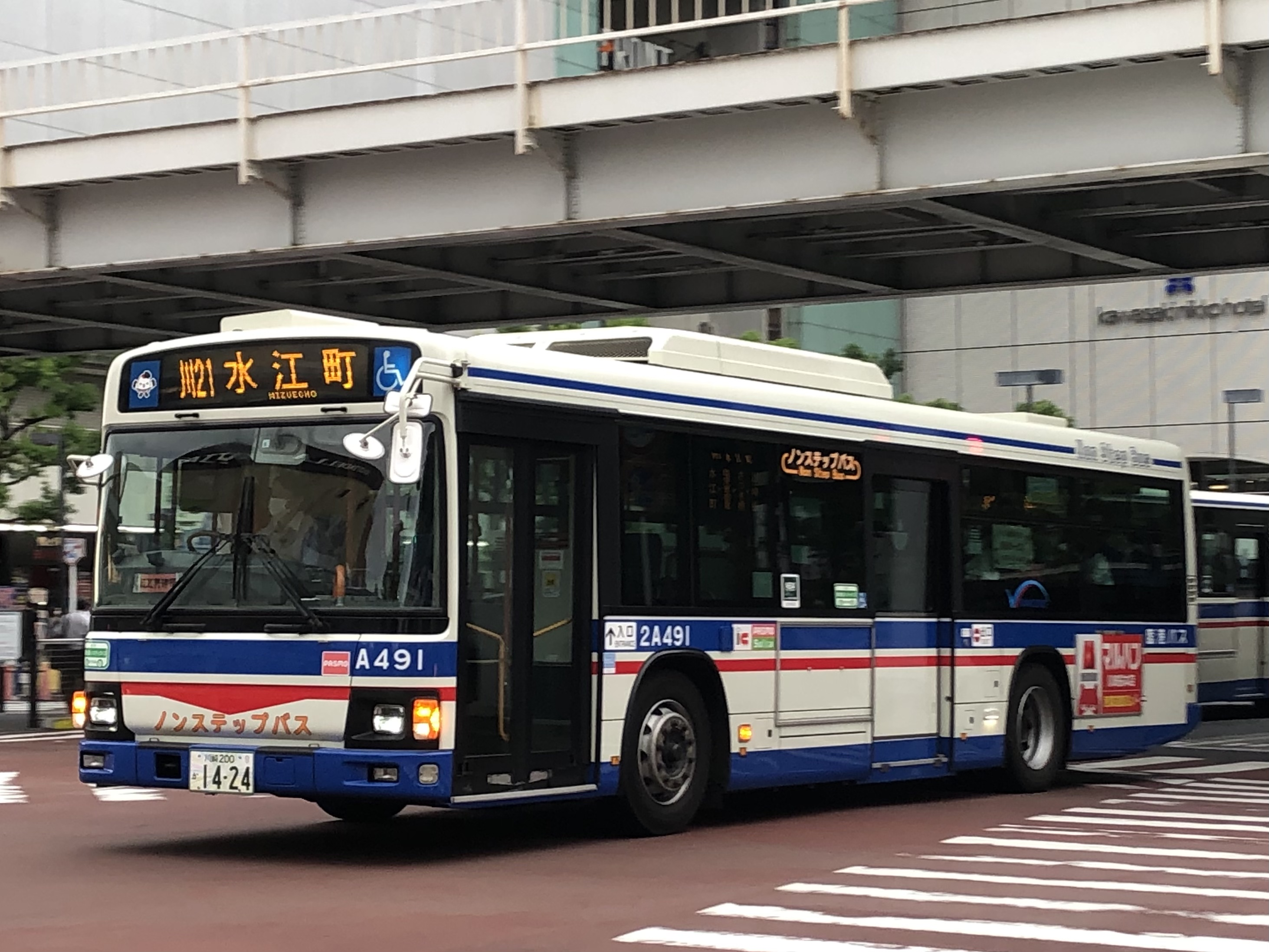
塩浜営業所の車両 (2A491号車)
日野・ブルーリボンⅡ
QKG-KV234L3、2013年式

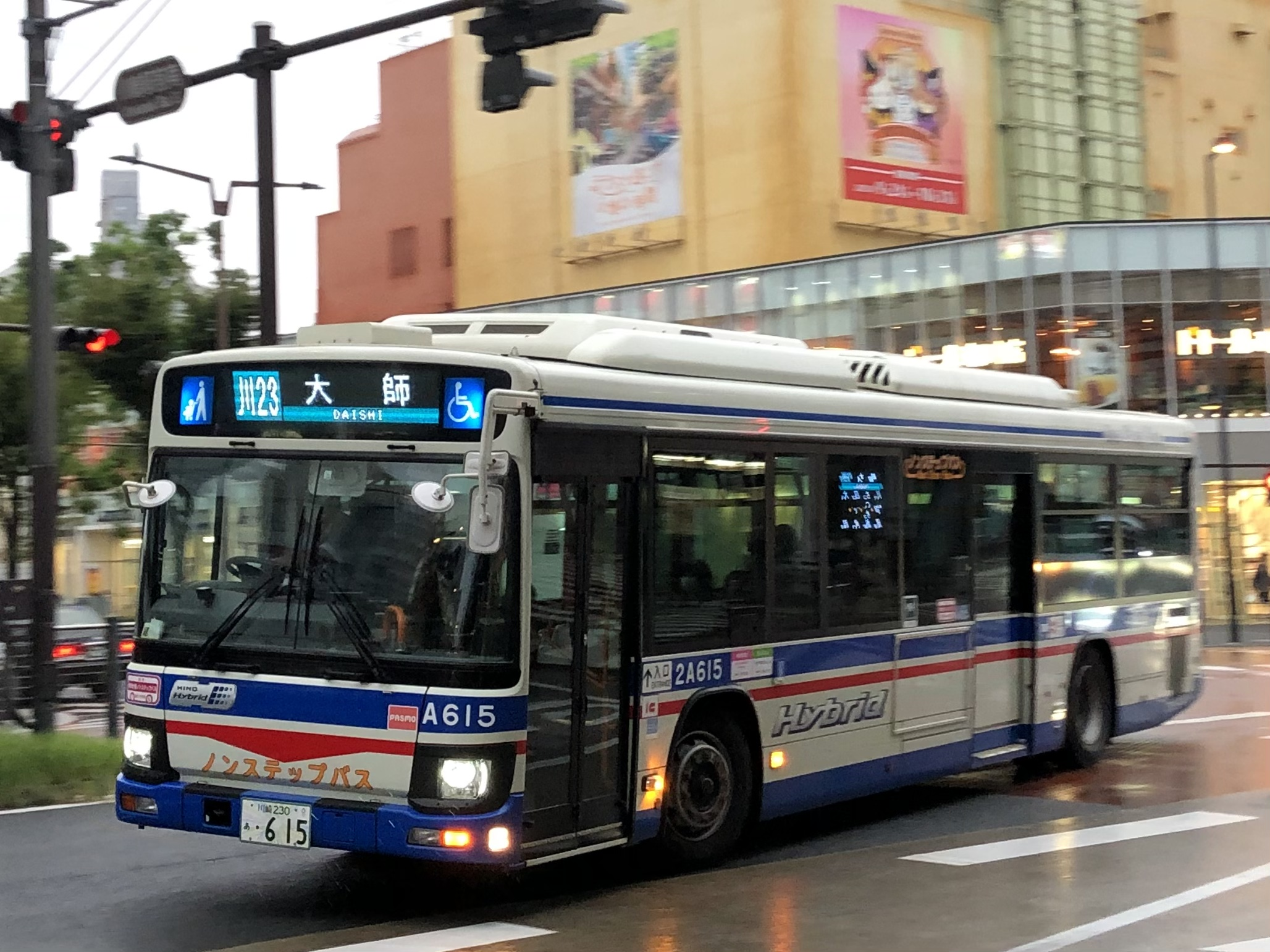
塩浜営業所の車両 (2A615号車)
日野・ブルーリボンハイブリッド
2SG-HL2ASBP、2019年式

川崎鶴見臨港バス塩浜営業所（かわさきつるみりんこうバスしおはまえいぎょうしょ）は、神奈川県川崎市川崎区塩浜に所在する川崎鶴見臨港バスの営業所である。営業所記号はA。先に開設された神明町営業所がS、浜川崎営業所がHを使用するため、塩浜営業所はA (shiohAma) となっている。主に川崎区内の新川通り以北の一般路線バスのほか、高速バス路線を担当する。
なお、同じ川崎区塩浜には川崎市交通局（川崎市バス）の塩浜営業所も存在する。最寄りバス停留所は川崎市バスが「塩浜営業所前」、臨港バスが「塩浜営業所」と、異なっている。

## 概要
2005年から2010年まで、全路線を臨港グリーンバスに運行委託していた。
2017年4月1日より旧来の塩浜2丁目12-21から、川崎市営葬祭場「かわさき南部斎苑」の向かい側へ移転し、（新）塩浜営業所として営業開始した。営業所移転に伴い、旧営業所の最寄り停留所名を「塩浜営業所」から現行の「塩浜二丁目」へ変更し、新営業所に「塩浜営業所」停留所を新設した。旧営業所の跡地の一部はバス折返場として使用されている。残りの部分は臨港エステートが貸主であるサミット株式会社食肉加工工場「サミット川崎塩浜プロセスセンター」となり2018年12月5日に稼働開始した。

## 沿革
- 1962年（昭和37年）11月15日：川崎鶴見臨港バス浜川崎営業所から分離独立する形で開設。
- 1973年（昭和48年）3月15日：京浜急行電鉄と共同運行していた都内直通路線がすべて廃止され、東京都大田区から撤退。
- 2005年（平成17年）6月16日：全路線の運行を臨港グリーンバスへ委託する。
- 2007年（平成19年）3月18日：PASMOサービス開始に伴い、塩浜営業所の所轄路線に導入（ワンコインバスは対象外）。
- 2010年（平成22年）4月1日：川崎鶴見臨港バスが臨港グリーンバスを吸収合併したことに伴って運行委託が解除され、全路線と所属運転士が臨港バス本体に復帰。
- 2017年（平成29年）4月1日：塩浜2丁目12-21の旧営業所から塩浜3丁目10-10の新営業所へ移転[3]。
- 2022年（令和3年）4月1日：多摩川スカイブリッジの開通に伴い、大109系統・天空01系統を新設、一般路線バスの東京都内への乗り入れを再開する[4]。
- 2024年（令和6年）9月1日 ：羽田空港第3ターミナル～大師橋駅の、空84系統新設（京浜急行バスと共同運行）[5]。リムジンバス以来の羽田空港乗り入れ便となる。

## 現行路線

### 一般路線

#### 川01系統（久根崎線）
- 川01：川崎駅前 - 砂子一丁目 - 久根崎 - 大師 - 江川一丁目 - 殿町小学校前 - 殿町（平日朝1往復のみ）

川崎駅東口より旧東海道を通り国道409号を経て殿町へ至る路線。かつてはいすゞ自動車川崎工場まで運行されていたが、2004年の同工場の閉鎖に伴い、殿町付近をループする経路に変更された。路線図の系統カラーおよびフルカラーLEDの表示は紫色である。

平日早朝1往復のみの運行であり、土休日並びに平日でも年末年始などの土休ダイヤ運行時は、運休となる。ただし、久根崎 - 江川一丁目間は2014年7月7日より快速浮島橋線が運行を開始しており（そちらは毎日運行）、同区間の各停留所に停車することになったために本数が激増し、実質的に当路線を補完する形になった。
ほぼ全線が京急大師線と並行するため乗客は少数ではあるものの、バス停留所が鉄道駅より細かく設定されているため高齢者の利用が多く、駅から離れている途中停留所などからの利用がある。
当系統は銀柳街入口から大師河原まで国道409号回りの経路となっている。殿町行きでは川崎駅や銀柳街入口で、川崎駅前行きでは殿町や大師河原、殿町小学校前で、川02系統や川03系統（共に国道132号回り）との誤乗防止のため、乗車時に乗務員から行き先を聞かれる場合がある。
2020年10月16日のダイヤ改正で平日夕方の運行がなくなり1往復のみとなった。

#### 川02系統（日出町線）
- 川02：川崎駅前 - 市役所前 - 台町 - 昭和町 - 日出町 - 殿町 - キングスカイフロント東
- 急行：川崎駅前 - 銀柳街入口 - 江川一丁目 - キングスカイフロント入口 - 浮島橋西 - 浮島橋（記載停留所のみ停車）
- 快速：川崎駅前 - 銀柳街入口 - 久根崎 - 大師 - 江川一丁目 - キングスカイフロント入口 - 浮島橋西 - 浮島橋（記載停留所と久根崎 - 江川一丁目間の各停留所のみ停車）

川崎駅（東口）前から国道132号（富士見通り）等を経て日出町・殿町・浮島橋へ至る路線である。路線図の系統カラーおよびフルカラーLEDの表示は橙色である。なお浮島橋発着便の系統カラーは黄色である。フルカラーLEDの表示は快速が黄色、急行が赤色。
浮島橋に行く急行・快速は横浜 - 東扇島（浮島）線等に使われているワンロマのエルガと一般路線車の両方が使われる。一方、キングスカイフロント東に行く路線は一般の大型車または中型車が使われる。年末年始は川崎大師付近が混雑するため、昭和町・大師保育園前（上りのみ停車）バス停を迂回して、代わりに川03系統が通る、四谷上町・四谷下町・昭和二丁目停留所に止まるようになっている。
2014年4月1日に、川崎市が整備を進めている「殿町国際戦略拠点 キングスカイフロント」への利便性を図るため、大師河原 - 県営埋立地入口間に「キングスカイフロント入口」停留所が新設され、同時に急行便の停車停留所に江川一丁目、キングスカイフロント入口が追加されている。
2014年7月7日のダイヤ改正で、川02の浮島橋発着便を廃止、快速 川崎駅前 - 浮島橋便を新設し、急行便も増便。快速便は川02や急行便と途中経由地が異なり、競輪場前を通過すると久根崎に向かい、久根崎から国道409号を走行し、江川一丁目まで川01と同じ停留所に停車する。これにより久根崎 - 江川一丁目間の各停留所に停車するバスは大幅に増加した。平日、土曜、休日ともに朝の川崎駅前発と夕方以降の浮島橋発は急行、朝ラッシュ後以降の川崎駅前発と夕ラッシュ前までの浮島橋発は快速として運行する。浮島橋停留所が私有地内に移動したため関係者専用（一般客は利用不可）となり、一般客も利用できる従来の浮島橋停留所（川03、大01などの停車する小島町停留所近く）が浮島橋西停留所に改称された。従来の川02は殿町発着便のみになった上に減便されており、日中は平日70分間隔、土曜・休日も1時間に1本で運行される。
2017年8月16日のダイヤ改正で、殿町発着便がキングスカイフロント東まで延長され、大師河原を経由しなくなった。
2025年現在は大師橋駅からキングスカイフロント東を経由する大109や空84が開業した影響もあり、平日土曜の朝夕のみの運行。休日は運転されない。
2003年の臨港グリーンバス委託時に、先に委託された神明町営業所へ移管された。2010年に臨港グリーンバスが清算されたがこの時点では塩浜営業所へ戻らず、引き続き神明町営業所が所管していた。2021年3月16日のダイヤ改正で、神明町営業所から当営業所に再移管された。

#### 川03系統（浮島町線）

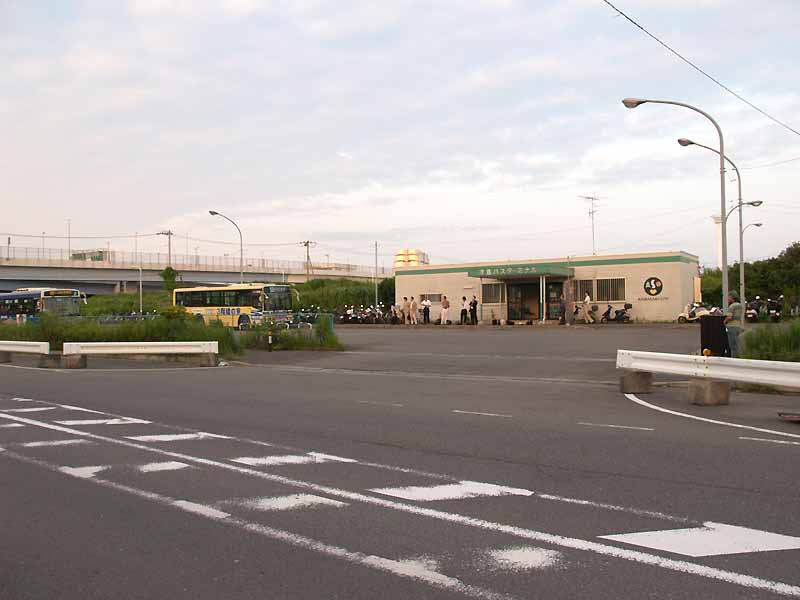
浮島バスターミナル

路線図（川崎市バスと共同運行していた当時のもの）

- 川03：川崎駅前 - 市役所前 - 労働会館前 - 四谷下町 - 江川一丁目 - キングスカイフロント入口 - 浮島バスターミナル（2013年4月30日まで川崎市バス塩浜営業所と共同運行）
- 川03：川崎駅前 - 市役所前 - 労働会館前 - 四谷下町 - 四谷 - 塩浜二丁目
- 川03：浮島バスターミナル - キングスカイフロント入口 - 江川一丁目 - 四谷下町 - 四谷 - 塩浜二丁目
- 川03：川崎駅前 - 市役所前  - 四谷下町 - 四谷 - JFE池上正門前 - 塩浜営業所

川崎駅東口より国道132号・産業道路・国道409号等を経て、浮島バスターミナルへ至る路線である。路線図の系統カラーは青色である。フルカラーLEDの表示は水色となっている。

川崎市バス塩浜営業所との共同運行だったが、川崎市バスは東扇島循環線に経営資源を集中させるため撤退。2013年（平成25年）5月1日付で臨港バス単独運行に変更された。当時は共通定期券の取扱いもあったが、臨港バス塩浜営業所発着便は取扱対象外であった。
出入庫系統として、川崎駅前と浮島バスターミナルの双方から塩浜二丁目行きの便も運行されている。川崎駅前からは塩浜営業所行きも運行される。
川崎駅東口の乗り場は16番乗り場が浮島バスターミナル行き、17番乗り場が塩浜二丁目行き・塩浜営業所行きであるが、平日の早朝には川崎病院線と同じ23番乗り場から発車し、銀柳街入口に停車しない便（塩浜二丁目行き）が1本のみある。これは2007年3月31日までの一時期、川崎駅東口バスターミナル改修工事による市バス川04・05系統の混雑対策として川崎駅の乗り場を朝9時まで変更し、川崎駅発は新川通り・いさご通り経由で運行されていたことによる名残である。
2013年4月30日までは、浮島バスターミナル → 殿町三丁目 → 江川一丁目便が存在した。江川一丁目便は殿町付近をループした後、川崎駅発便と同じ経路を走行し浮島バスターミナルへと戻っていく経路であった。同年5月1日からは産業道路駅（現：大師橋駅） - 浮島バスターミナル間の往復運行（復路も国道409号線経由）とした上で、殿町三丁目 - 殿町一丁目間は非経由となり、殿町小学校前、大師河原、県営埋立地入口停留所を通過する「快速」として運行している。

以前は浮島町を発着していた旧日本カーフェリー（→シーコムフェリー→マリンエキスプレス）の木更津・宮崎両航路と接続するため、市バス共々浮島町カーフェリー経由が存在した。1997年（平成9年）の東京湾アクアライン開業前は浮島町カーフェリー前が起終点であったが、木更津航路廃止と浮島バスターミナルの開業に伴い起終点を変更、2005年（平成17年）のマリンエクスプレス京浜航路休止と同時に浮島町カーフェリーバス停は廃止された。
2013年4月30日をもって川崎市バスは川03の運行を終了することとなり、5月1日からは臨港バスが川崎市バス運行分を引き継いで単独運行している（川03の川崎市バス塩浜営業所発着便は廃止）。2014年4月1日に、川崎市が整備を進めている「殿町国際戦略拠点 キングスカイフロント」への利便性を図るため、大師河原 - 県営埋立地入口間に「キングスカイフロント入口」停留所が新設されている。
2017年4月1日に塩浜営業所が塩浜三丁目へ移転。その関係でバス停留所名が、（旧）塩浜営業所は塩浜二丁目、塩浜営業所入口は観音橋とそれぞれ改称された。（旧）塩浜営業所行きは塩浜二丁目行きへと改められ、（新）塩浜営業所との間は回送で行き来するようになり、また新たにJFE池上正門前行き（復路は塩浜営業所始発）が新設された。
2018年10月1日より、往路もJFE池上正門から塩浜営業所まで延伸された。
2021年8月16日より半年間､浮島地区への通勤輸送改善を目的とした特急バス「浮島ライナー」の実証実験運行が行われることが発表された。

#### 川21系統（水江町線）・KAWASAKI BRT

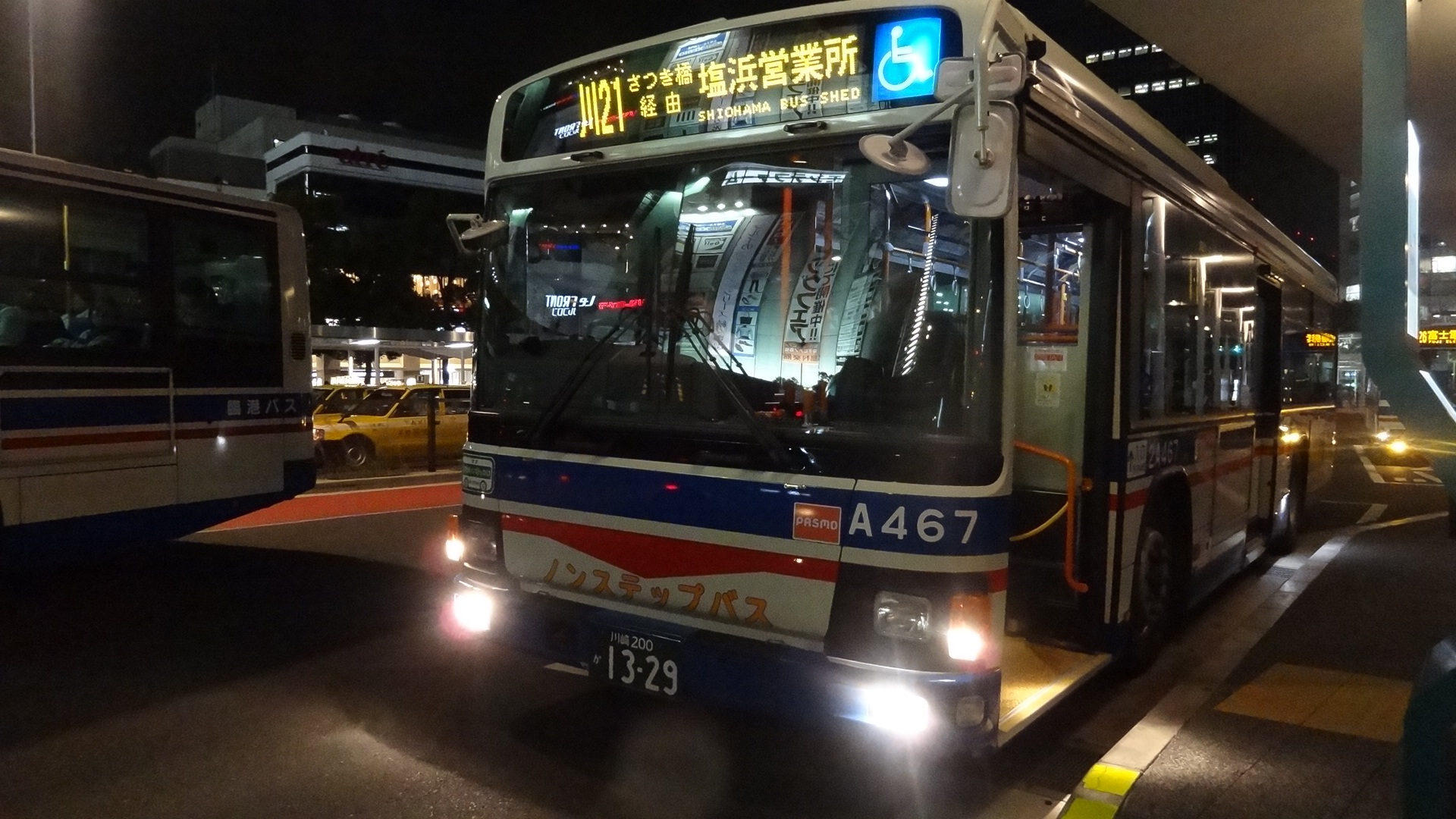
川21系統 水江町線 (2A467号車)

- 川21：川崎駅前 - さつき橋 - 大島四丁目 - 臨港警察署前 - 日立造船入口 - 水江町（ - ゼロ・エミ工業団地）
- 川21：川崎駅前 - さつき橋 - 大島四丁目 - 臨港警察署前 - 日立造船入口 - エリーパワー前
- 川21：川崎駅前 - さつき橋 - 大島四丁目 - 臨港警察署前 - 塩浜二丁目
- 川21：川崎駅前 - さつき橋 - 大島四丁目 - 臨港警察署前 - JFE池上正門前 - 塩浜営業所
- BRT特快：川崎駅前 → （途中通過） → 臨港警察署前 → 日立造船入口 → 水江町（平日朝1本のみ）
- BRT特快：川崎駅前 → （途中通過） → 臨港警察署前 → 日立造船入口 → エリーパワー前（平日朝）
- BRT特快：水江町 → 日立造船入口 → 臨港警察署前 → （途中通過） → 銀柳街入口 → 川崎駅前（平日夕方1本のみ）
- BRT特快：エリーパワー前 → 日立造船入口 → 臨港警察署前 → （途中通過） → 銀柳街入口 → 川崎駅前（平日夕方）
- BRT快速：水江町 → 日立造船入口 → 臨港警察署前 → 大島四丁目 → （途中通過） → 銀柳街入口 → 川崎駅前（平日土曜朝夕）
- BRT快速：エリーパワー前 → 日立造船入口 → 臨港警察署前 → 大島四丁目 → （途中通過） → 銀柳街入口 → 川崎駅前（平日朝夕）
- BRT快速：川崎駅前 → （途中通過） → 野球場裏 → 臨港警察署前 → 日立造船入口 → 水江町（平日・土曜朝夕）
- BRT快速：川崎駅前 → （途中通過） → 野球場裏 → 臨港警察署前 → 日立造船入口 → エリーパワー前（平日朝夕）
- BRT快速：川崎駅前 → （途中通過） → 野球場裏 → 臨港警察署前 → JFE池上正門前（平日夕・土曜夜）

川21は川崎駅東口より新川通り、市道皐橋水江町線を経由する路線。路線図の系統カラーは水色である。フルカラーLEDの表示は薄い水色となっている。
原則として市道の終点に近い水江町まで行く路線と、日立造船入口から分岐してエリーパワー前（2012年9月1日「日立造船」から変更）へ行く路線が運行される。エリーパワーは、日立造船神奈川工場（2009年3月閉鎖）の跡地に建設されたリチウムバッテリーメーカーの川崎工場である。
塩浜二丁目行きは臨港警察署前から産業道路に入り、塩浜二丁目（旧・塩浜営業所）まで行く。深夜バスも運行される。
日中は臨港警察署前までは各行き先を合わせて6-8(土休日は10分)間隔の高頻度での運行で、その先は水江町行き、エリーパワー前行きを合わせて1時間に4-6本（6 - 20分間隔）、塩浜二丁目行きは1時間に2本程度の運行。川崎駅からは水江町行き、エリーパワー前行き、塩浜二丁目行きがそれぞれ30分間隔で10分おきに出るパターンダイヤになっている(平日のみエリーパワー行きは14分、16分間隔の30分サイクルで運行、水江町→エリーパワー→塩浜二→エリーパワー→水江町…)。ただし水江町行きはBRT快速で運転される時間帯は各停便が運転されず、特に平日の午前中は水江町行きが全てBRT快速で運転されるため各停便が運転されない。
水江町より先の「ゼロ・エミ工業団地」発着は平日のみ運行される。2024年12月20日までは朝のゼロ・エミ工業団地行は急行で運行されていた。
2009年11月に日立造船折返場が突発的な理由で使用できない時期があり、その際には日立造船行きは全て水江町行きに変更された。その後に日立造船発着の便は運行が再開されたが、本数が大幅に削減された。また、2012年と2014年、2016年は4月上旬 - 5月上旬に川崎駅前 - 東亜石油前間の直通バス（途中臨港警察署前のみ停車）が運行された。
浮島町線と同様、2017年4月1日に塩浜営業所が塩浜三丁目へ移転した関係で（旧）塩浜営業所は塩浜二丁目、塩浜営業所入口は観音橋とそれぞれ改称された。（旧）塩浜営業所行きは塩浜二丁目行きへ改められ、（新）塩浜営業所との間は回送で行き来するようになった。また入庫便として新たにJFE池上正門前行き（復路は塩浜営業所始発）が新設された。
その後、2018年10月1日より往路もJFE池上正門から塩浜営業所まで延伸された。

一時は中型車の運用が多い時期があったが、現在は大型車での運用に統一された。なお以前は浜川崎営業所・神明町営業所担当便もあったが、現在は当営業所に集約されている。
2023年3月1日から「KAWASAKI BRT」として、連接バスによるBRT特快・BRT快速の運行が開始され、これに伴いゼロ・エミ工業団地行を除く急行とエリーパワー前発を除く川12は運行を終了した。2024年12月23日のダイヤ改正で川崎駅前～水江町に加え、エリーパワー前発着の運行を開始、土曜もBRT快速が運行され、運行時間も拡大された。平日はBRT特快・BRT快速が半数ずつの運行で、BRT特快はエリーパワー前発着が主となり水江町発着は平日朝1本、夕方1本のみとなる。川崎駅前発の入庫便でJFE池上正門前止まりが新設された。川崎駅前行は市役所通りを経由し、銀柳街入口に停車する。市役所通り経由は並行して川崎市バスが終日川10を運行している。

#### 川22系統（三井埠頭線）
- 川22：川崎駅前 - さつき橋 - 浜町二丁目 - 三井埠頭
- 川22：川崎駅前 - さつき橋 - 浜町二丁目 - 川崎港郵便局（朝のみ）
- 川22：川崎駅前 - さつき橋 - 浜町二丁目（深夜バスあり、2020年3月26日以降休止中[21][22]）

川崎駅東口より新川通りを直進し、扇町駅に近い三井埠頭までを結ぶ路線である。四ツ角（大島四ツ角） - 扇橋までは川崎市バスの川13と並走する。路線図の系統カラーおよびフルカラーLEDの表示は茶色である。
扇町地区へのアクセスにはJR鶴見線を利用するよりも圧倒的に利便性が高く、朝は3 - 6分間隔、夕方は6 - 9分間隔、昼間でも約10分間隔で運行している。一部に浜町二丁目発着便や、平日朝7時台から8時台までの3本、途中の川崎港郵便局止まりもある。2019年4月改正時点では川崎港郵便局止まりは8本あったが、2020年10月16日のダイヤ改正で3本に変更になっている。

かつては急行便も運行されており、川崎駅前を出ると銀柳街入口、浜町三丁目、浜町三丁目から先の各停留所に停車していた。2015年11月の改正で廃止され、代わりに川崎港郵便局止まりの便が運行を開始した。以前は浜川崎営業所・神明町営業所担当便もあったが、現在は当営業所に集約されている。

#### 川23系統（大師線）
- 川23：川崎駅前 - さつき橋 - 四ツ角 - 桜本 - 大師
- 直通：川崎駅前 -（途中無停車）- 大師（正月のみ）

臨港バスの路線の中でも最も歴史のある路線。元は1924年（大正13年）に大島自動車商会によって開設された川崎駅 - 大島四つ角（現・四ツ角）の路線が原形となっている。後に川崎大師まで延長され臨港バスの路線となった。
2003年には国土交通省関東運輸局によって「関東乗合バス100選」の路線の一つに選定されている。
日中でも1時間に5 - 7本と本数が多い。「大師」停留所は川崎大師駅の目の前である。路線図の系統カラーおよびフルカラーLEDの表示は赤色である。
正月には川崎大師への直行運転も行われる。直行便は塩浜のみならず臨港バス全営業所で担当する。なお、年末年始は川崎大師周辺で交通規制が行われる関係で各停便は藤崎一丁目 - 大師間で迂回運転を行う。この際、川中島と若宮八幡前の両停留所が休止扱いとなる。
直通系統は新型コロナウイルス感染症の影響により2020年の正月期間を最後に以後運行されていない。

#### 大01系統（殿町小島線）
- 大01：大師橋駅 - 殿町 - 小島町 - 浮島バスターミナル
- 快速：大師橋駅 - 江川一丁目 - キングスカイフロント入口 - 小島町 -（各停留所に停車）- 浮島バスターミナル
  - 2011年10月1日：産01として開設。
  - 2013年5月1日：殿町 - 浮島バスターミナル間を延長。快速便の運行開始。
  - 2020年3月14日：系統番号を大01に変更[25]。
  - 2022年4月1日：大109系統・天空01系統の開設に伴い大01を運行取りやめ[26]。

浮島中央線と同時に、京急大師線産業道路駅（現：大師橋駅）バスターミナルの開設に合わせて新設された。路線図の系統カラーは水色である。
大師橋駅発着とすることで、川崎駅方面への利用客を定時性に勝る京急大師線にシフトさせる目的があるようである。当初は2時間以上間隔が開く時間帯もあったが、運行される時間帯は概ね30分間隔で運行されていた。
2013年5月1日のダイヤ改正で、川03系統の浮島バスターミナル → 殿町三丁目 → 江川一丁目便の代替を兼ねて浮島バスターミナルに延伸した。同時に運行本数の見直しを行い、日中4 - 5時間の間隔を開けて朝夕のみの運行にシフトした。また快速便の運行を開始した。江川一丁目 - 小島町間で快速運転を行い国道409号線経由であることが各停便（大01）との相違点である。なお、各停便（大01）は殿町を経由する関係かキングスカイフロント入口には停車しない。
2020年3月14日、産業道路駅が大師橋駅へ改称されたことに伴い、系統番号が産01から大01に変更された。
2022年4月1日、大109系統・天空01系統の開設に伴い2路線に分割される形で大01系統の運行が取りやめとなる。なお、快速便の運行は継続される。

#### 大02系統（浮島中央線）
- 急行：大師橋駅 - 江川一丁目 - キングスカイフロント入口 - 浮島橋交番前 - 浮島町五番地 - 東亞合成川崎工場前 - 浮島中央 - ENEOS浮島南 - ENEOS株式会社浮島前（2021年9月15日まで）
- 大02：大師橋駅 - キングスカイフロント入口 - 浮島町五番地 - 浮島中央 - ENEOS株式会社浮島前（2021年9月16日以降）
  - 2011年10月1日：開設。
  - 2021年7月1日：終点のENEOS株式会社浮島前から300メートルほど延伸。
  - 2021年9月16日：急行系統を廃止し各停系統化され、大02系統となる[27]。

京急大師線産業道路駅バスターミナルの開設に合わせ、浮島中央地区への路線として殿町小島線と同時に新設された。路線図の系統カラーは赤色である。
朝夕の通勤需要に特化した路線であるが、日中でも毎時1本が運行される。開業当時は急行運転を行っており、上記の停留所に停車していた。2012年9月1日に「東亞合成川崎工場前」バス停が新設された。
終点の停留所名が度々変更されており、元々はJX日鉱日石エネルギー浮島前であったが、2016年1月1日にJXエネルギー浮島前､2017年4月1日にJXTGエネルギー浮島前、2020年7月1日にENEOS株式会社浮島前にそれぞれ改称されている。なお､2021年7月1日に路線が延伸されたものの終点の停留所名は変化していない。
2021年9月16日の改正で､急行運転を取りやめ各停便（大02）が新設された。これにより沿線の各停留所に停車するようになった。

#### 天空01系統（浮島天空橋線）
- 天空01：浮島バスターミナル - 浮島橋交番前 - キングスカイフロント西 - キングスカイフロント東 - （多摩川スカイブリッジ）- 天空橋駅

2024年9月1日の改正で、大師橋駅前⇔天空橋駅のバスを羽田空港まで延長した「空84」新設により、川崎側の発着点を浮島バスターミナルに変更。

#### 大109・空84系統（羽田連絡線）
- 大109：大師橋駅前 - キングスカイフロント西 - キングスカイフロント東 - （多摩川スカイブリッジ）- 天空橋駅
- 空84：大師橋駅前 - キングスカイフロント西 - キングスカイフロント東 - （多摩川スカイブリッジ）- 天空橋駅 - 羽田空港第3ターミナル（京浜急行バス羽田営業所と共同運行）

2022年3月12日に開通した多摩川スカイブリッジを経由する路線で、2022年4月1日に運行を開始した。天空橋駅発着の場合は大人220円、小人110円、その他の区間では大人210円、小人110円（IC105円）となる。2024年9月1日から日中時間帯のみ「大109」と「天空01」を羽田空港第3ターミナルまで延長する形で「空84」の運行が開始され、京浜急行バス羽田営業所と共同運行となる（「天空01」は川崎側の発着点を浮島バスターミナルに変更）。同日以降、羽田空港第3ターミナル⇔川崎市内は大人300円、小人150円、東京都区内相互間（羽田空港第3ターミナル〜天空橋駅）、川崎市内⇔天空橋駅〜空港二丁目交差点の場合は大人240円、小人120円、その他の区間では大人220円、小人110円となる。

#### 高速バス
高速バス路線はいずれも、2017年（平成29年）6月5日付で神明町営業所から移管された。

#### アクアライン高速バス

##### 川崎木更津線
- 川崎駅東口 -  浮島バスターミナル - (海ほたる - 木更津金田バスターミナル) - 袖ヶ浦バスターミナル - 木更津駅東口

（小湊鉄道塩田営業所→木更津営業所・日東交通木更津運輸営業所と共同運行。2004年3月31日まで川崎市バス塩浜営業所、2019年3月31日まで京浜急行バス羽田営業所→新子安営業所、2024年5月31日まで東京湾横断道路サービスも共同運行に参加）
1997年（平成9年）、東京湾アクアライン開通と同時に運行開始。当初は神明町営業所担当だったが、神明町営業所の臨港グリーンバス管理委託に伴い、2003年（平成15年）11月16日付で浜川崎営業所へ移管された。2011年4月の委託解除に伴い神明町営業所へ再移管された。
2017年（平成29年）6月5日付で神明町営業所から移管された。
海ほたるパーキングエリア、木更津金田バスターミナルは一部便は通過する。臨港バスでは唯一となる整理券方式・運賃後払い路線である。

##### 三井アウトレット木更津線
- 川崎駅前 - (途中無停車) - 三井アウトレットパーク 木更津（小湊鉄道塩田営業所と共同運行、2019年3月31日まで京浜急行バス新子安営業所も共同運行に参加）

2012年4月13日運行開始。東京湾アクアラインを経由して、川崎駅東口と三井アウトレットパーク木更津を結ぶ直行バス。当初は神明町営業所の担当であった。
2017年6月5日付で神明町営業所から移管された。

#### 横浜東扇島線
- 横浜駅東口（YCAT）-（東扇島地区・東扇島西地区）- かわさきファズ・かわさきファズ正門前（京浜急行バス杉田営業所と共同運行）

横浜駅東口と川崎区臨海部の埋立地を結ぶ通勤路線。2002年（平成14年）10月1日運行開始。運行開始時は横浜京急バス杉田営業所との共同運行であった。
2013年9月1日のダイヤ改正で、バス停を4箇所新設、平日・土曜ダイヤの増便、休日ダイヤの設定を実施した。
川崎木更津線と同様に、神明町営業所の臨港グリーンバスへの管理委託に伴い、2003年（平成15年）11月16日付で浜川崎営業所へ移管。2011年4月の委託解除に伴い神明町営業所へ再移管された。
2017年6月5日付で神明町営業所から移管された。
一部便は東扇島東西地区を経由し、再び横浜シティ・エア・ターミナル (YCAT) に戻る循環運行を行っている。運賃は片道IC：500円、現金：530円、循環IC：850円、現金880円（小児半額、10円未満切り上げ）。

#### 横浜浮島線
- 横浜駅東口 -（浮島・小島地区）- 江川一丁目

横浜駅東口と川崎区臨海部の埋立地を結ぶ通勤路線。2011年4月上旬より運行開始。運行開始時は横浜京急バス杉田営業所との共同運行であった。
平日・土曜朝の江川一丁目行きと、平日・土曜夕方の横浜駅東口行きが設定されている。浮島通り上では原則各停留所に停車するが、浮島橋西とキングスカイフロント入口には停車しない。
2013年7月16日より、横浜駅東口ではのりばがYCAT6番のりばから東口バスターミナル16番のりば（そごう横浜店1階）に変更され、おりばも東口バスターミナル6番に変更された。
2017年6月5日付で神明町営業所から移管された。
2024年2月29日付で京浜急行バス（杉田営業所が担当）が撤退し、翌3月1日より単独運行となった。

#### 川崎駅・蒲田駅～東京ディズニーリゾート線
- 川崎駅 → 東京ディズニーシー → 東京ディズニーランド
- 東京ディズニーシー → 東京ディズニーランド → 蒲田駅（東口） → 川崎駅

（京成バスと共同運行）
2024年10月16日から運行を開始した。2024年10月15日までは京浜急行バスが運行していた。京浜急行バスの運行時は往路4便のうち2便が蒲田駅を経由していたが、臨港バスの運行になって往路は朝、蒲田駅東口を経由せず3便（京成バス2便、臨港バス1便）、復路は午後に蒲田駅東口を経由し臨港バス3便、京成バス2便の計5便となっている。

## 廃止・移管路線

### 移管路線

#### 川崎病院線
- 川崎駅前 - 川崎病院（川崎市バス塩浜営業所と共同運行）
  - 2001年4月2日：開設

川崎駅東口と川崎市立川崎病院をノンストップで運行する路線。川崎市交通局との共同運行により運行開始された。
約12分間隔（14 - 15時台は川崎市バスのみ運行のため約24分間隔）で平日のみの運行。川崎病院への通院客や通勤客のほか、近隣住民の利用も見られる。運賃は大人・小児とも100円（交通系ICカードはバス利用特典サービス対象外）。回数券・定期券は利用不可。川崎市福祉敬老乗車証は利用可能であった（現在は利用不可）。

臨港バスでは「ワンコインバス」のステッカーを貼付した専用車のいすゞ・エルガミオ（1A132号車）を使用していたが、2015年（平成27年）3月の除籍後は浜川崎営業所から2H177号車が貸し出され、一時的に専用車に充てていた。翌4月に浜川崎営業所へ新しい専用車のEVバス(1H514号車)が納車され、同時に浜川崎営業所へ移管された。

### 廃止路線

#### 川02系統（日出町線）
- 川02：川崎駅前 - 市役所前 - 台町 - 昭和町 - 日出町 - 塩浜営業所

2003年に川02系統が神明町営業所に移管される際、塩浜営業所発着便が廃止された。塩浜に再移管された2021年3月現在も設定はない。

#### 川14系統（藤崎三井埠頭線）
- 川14：川崎駅前 - 市役所前 - 労働会館前 - 藤崎一丁目 - 四ツ角 - 浜町二丁目 - 三井埠頭

1986年（昭和61年）9月30日をもって廃止。

#### 川21系統（水江町線）・川12系統
- 急行：川崎駅前 → 銀柳街入口 → （途中通過） → 臨港警察署前 → 日立造船入口 → 水江町（平日朝）
- 急行：川崎駅前 → 銀柳街入口 → （途中通過） → 臨港警察署前 → 日立造船入口 → エリーパワー前（平日朝）
- 急行：川崎駅前 → 銀柳街入口 → （途中通過） → 臨港警察署前 → 日立造船入口 → 水江町 → ゼロ・エミ工業団地（平日朝、1本のみ）
- 急行：水江町 → 日立造船入口 → 臨港警察署前→ （途中通過） → 川崎駅前（平日夕方）
- 急行：エリーパワー前 → 日立造船入口 → 臨港警察署前→ （途中通過） → 川崎駅前（平日夕方）
- 川12：水江町 → 日立造船入口 → 臨港警察署前 → 大島四丁目 → 労働会館前 → 市役所前 → 川崎駅前（平日朝）
- 川12：塩浜二丁目 → 臨港警察署前 → 大島四丁目 → 労働会館前 → 市役所前 → 川崎駅前（平日朝）
- 川12：エリーパワー前 → 日立造船入口 → 臨港警察署前 → 大島四丁目 → 労働会館前 → 市役所前 → 川崎駅前（平日朝）

BRT特快、BRT快速の運行開始に伴い、ゼロ・エミ工業団地行とエリーパワー前発の川12を除いて2023年（令和5年）2月28日をもって運行終了。2024年（令和6年）12月23日にKAWASAKI BRTがエリーパワー方面に拡大されたため、川12の各停は運行終了した。ゼロ・エミ工業団地行も各停化された。

#### 川22系統（三井埠頭線）
- 川22：川崎駅前 - さつき橋 - 浜町二丁目 - 炉材工場

川22系統の支線で、扇町駅前の交差点を右折しさらに奥の工業地帯まで運行されていた。炉材工場というのはJFEスチール東日本製鉄所京浜地区（旧・日本鋼管京浜製鉄所）の一部で、現在はJ&T環境川崎エコクリーンという廃棄物リサイクル工場がある。
2001年9月16日をもって廃止。

#### 川81系統（大師 - 羽田空港線）
- 川81：川崎駅前 - 砂子二丁目 - 久根崎 - 大師 - 大師橋 - 六間堀 - 羽田空港（京浜急行電鉄羽田営業所と共同運行)

1962年の塩浜営業所開設と同時に浜川崎営業所から移管された。1973年（昭和48年）3月15日限りで臨港バスが東京都内から撤退するのに合わせて、川崎大師駅 - 羽田空港間に短縮。京浜急行電鉄の単独運行となった。
京急では、1993年（平成5年）の羽田空港新国内線ターミナル完成後も1日に数本運行していたが、旧国際線ビル閉鎖に合わせ1998年（平成10年）3月19日限りで廃止された。

#### JFE線
- 快速：川崎駅前 →（途中無停車）→ JFE池上正門 → JFE扇島（平日夕方に限り臨港警察署前にも停車）
- 快速：JFE扇島 → JFE扇島正門 → JFE池上正門 → （途中無停車） → 川崎駅前（朝方に限り臨港警察署前にも停車）
  - 2008年8月18日：路線開設。
  - 2020年7月31日：この日の運行をもって廃止。

川崎駅前とJFEスチール東日本製鉄所（旧・日本鋼管京浜製鉄所）池上・扇島両地区を結ぶ路線。JFE扇島正門からJFEの敷地内に入るが、便によって経由順序が異なり、南回りと北回り（朝のみ）、新北回り（平日夕方のみ）がそれぞれ運行されていた。毎日朝方の川崎駅前行きと平日夕方の川崎駅前発のみ臨港警察署前に停車。平日は朝夕に多く運行されていたが、土曜・休日は南回り、北回り各1本ずつのみの運行であった。

JFEの敷地内、特に扇島地区はSOLAS条約およびその国内法で指定された港湾のため、入構許可証を交付された社員および関係者以外の立ち入りが禁止されている。このため、一般客は川崎駅前 → JFE池上正門と、JFE扇島正門 → JFE池上正門 → 川崎駅前のみ利用可能であった。
専用車両としてワンステップで車体長の長いいすゞ・エルガ（PKG-LV234Q2）が4台使用されていた。また当系統は臨港バス公式サイトの時刻表検索ができなかった。

#### 川崎競輪場線
- 川崎駅前 - 川崎競輪場（浜川崎営業所・鶴見営業所と共管、川崎市バス塩浜営業所と共同運行）

川崎競輪場での競輪開催、および全国場外実施日のみ運行していた。貸切送迎専業のIBS COACHと交代するため、2019年（令和元年）5月の開催をもって臨港バスは撤退した。

#### 川崎競馬場線
- 川崎駅前 - 川崎競馬場（浜川崎営業所と共管、2020年2月26日まで京浜急行電鉄羽田営業所→羽田京急バス→京浜急行バス羽田営業所と共同運行）

川崎競馬場での競馬開催日、および南関東公営競馬他場あるいは中央競馬の場外発売を行う日のみ運行されていた。競馬施行者の神奈川県川崎競馬組合より補助を受けており、運賃無料のシャトルバスとなっていた。臨港バスの路線図には記載がないが、当路線用の案内表示が用意されていた。また共同運行していた京浜急行バスの路線図には当路線が記載されていた。
2020年（令和2年）2月27日から大井競馬が無観客開催および場外発売休止、3月2日以降は川崎競馬も無観客開催となったため運行を取りやめており、同年3月31日限りで乗務員不足を理由に京浜急行バスが撤退した。
その後数年間休止状態が続いていたが、2023年春にひっそりと廃止された。

## 車両
| 塩浜営業所の車両 (2A440号車)大型路線バス 日野・ブルーリボンIILKG-KV234L3、2011年式   |  | 塩浜営業所の車両 (2A440号車)大型路線バス 日野・ブルーリボンIILKG-KV234L3、2011年式 |
| 塩浜営業所の車両 (2A440号車) 大型路線バス 日野・ブルーリボンII LKG-KV234L3、2011年式 |  |                                                                                    |

日出町線の終点（現在の殿町バス停）にいすゞ自動車川崎工場が存在したこともあり、当営業所ではいすゞ自動車製の車両を指定メーカーとして導入してきた。車体は純正車体（川崎航空機 → 川重車体工業 → アイ・ケイ・コーチ → いすゞバス製造）を採用した。導入実績のある車両は以下のとおり。
- いすゞ・BU10[41]
- いすゞ・CJM（K-CJM500）[41]
- いすゞ・キュービック[41]
- いすゞ・キュービックLT
- いすゞ・エルガミオ
- いすゞ・エルガLT
- いすゞ・エルガ

いすゞ自動車が乗用車製造事業からの撤退などにより、2004年に川崎工場を閉鎖したこともあり、その後は指定メーカーが変更された。

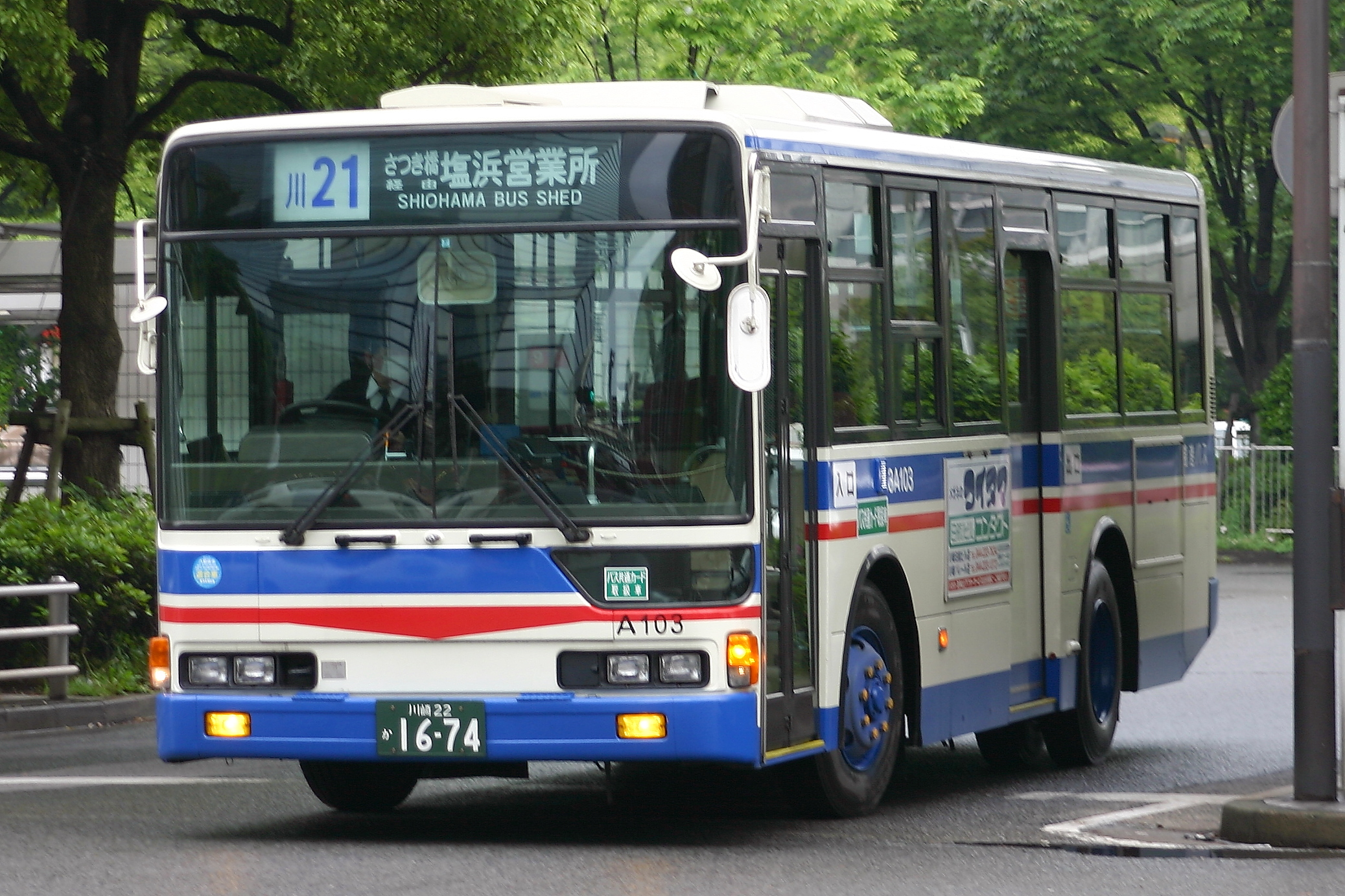
三菱ふそう製の大型短尺車 (3A103号車)
三菱ふそう・エアロスターMM
KC-MM319J、1998年式

三菱ふそう（三菱自動車工業→三菱ふそうトラック・バス）のエアロスターは、浜川崎営業所に配置されるまでは当営業所のみに少数配置され、目立つ存在であったものの、2010年（平成22年）までに廃車により一掃された。大型短尺車のエアロスターMMも配置されていた。
2007年以降は日野自動車の新車（ブルーリボンシティ ハイブリッド、ブルーリボンII、レインボーHR、レインボーII）を導入し、いすゞ車（エルガ、エルガミオ）も残存するという、ジェイ・バスで協業する2メーカーの配置となった。

2016年以降は、日野ブルーリボン（2代目・KV系）およびブルーリボンハイブリッド（HL系）の導入に移行し、いずれも長尺車が選択されているが、2023年に投入された車両の一部では、いすゞエルガが投入されていた。
いすゞ・エルガのうち1A373 - 376号車の4台（前出）は川崎駅 - JFE線専用であったが、稀に川崎駅 - JFE線の運行が無い時間帯に貸切輸送等に使用されたり、正月三が日の川崎駅 - 川崎大師間の直行バスなどで使用されることもあった。JFE線の廃止後は各一般路線で運用されている。
いすゞ・エルガミオの1A132号車は川崎病院線専用で、ワンコインバスのステッカーが貼られ行先表示も方向幕式であったが、2015年3月に廃車された。これにより路線車は全てLED車になった。ちなみにこの1A132号車は「川崎200か」ナンバーで希望ナンバーではないものの、社番の下3桁と登録番号の数字部分（川崎200か・132）が偶然一致していた。この一致している社番の下3桁と登録番号の数字部分は、2017年以降から臨港バスが導入された車両（2016年に投入された車両は除く）からこの仕様になっている。